# Le Retour du fils prodigue
Pour les articles homonymes, voir Le Retour du fils prodigue (Rembrandt) et Le Retour de l'enfant prodigue.
Pour plus de détails, voir Fiche technique et Distribution.
Le Retour du fils prodigue (Návrat ztraceného syna) est un film tchécoslovaque réalisé par Evald Schorm, tourné en 1966 et sorti en 1967.

## Synopsis
Jan Sebek a tout dans la vie : il est architecte et sa carrière s'annonce brillante, il a une jolie femme qui l'aime, il a de l'argent, des amis. Alors comment expliquer qu'il ait tenté de suicider ? Sa femme, ses proches, ses amis, ses collègues s'interrogent. 

## Fiche technique
- Titre : Le Retour du fils prodigue
- Titre original : Návrat ztraceného syna
- Réalisation : Evald Schorm
- Assistant réalisateur : Josef Krames
- Scénario : Evald Schorm, Sergej Machonin
- Directeur de la photographie : Frantisek Uldrich
- Musique : Jan Klusák
- Décors : Bohumil Pokorný
- Montage : Jirina Lukesová
- Ingénieur du son : Frantisek Sindelar
- Producteur : Vaclav Rouha
- Production : Studios Barrandov
- Format : Noir et blanc - Son mono
- Genre : Film dramatique
- Durée : 103 minutes
- Dates de sortie : 
  -  Tchécoslovaquie 10 mars 1967
  -  France 26 juin 1968

## Distribution
- Jan Kačer : Jan Sebek, un homme qui a tout dans la vie et a pourtant tenté de se suicider
- Jana Brejchová : Jana Sebkova, sa femme
- Dana Medřická : Olga
- Jiří Menzel : Jiří
- Milan Morávek : le psychiatre
- Jiřina Třebická : l'infirmière
- Nina Divísková : la jeune patiente
- Jiří Kylián : Zdenek, le danseur
- Josef Abrhám :

## Distinctions
- Mention spéciale au Festival de Locarno en 1967